# Serra d'Orrit
La Serra d'Orrit és una serra situada al municipi d'Odèn (Solsonès), amb una elevació màxima de 1.083,2 metres.